# Drahomír Dvořák
Drahomír Dvořák (30. března 1922 Klužínek – únor 1998)[zdroj?] byl český komunistický politik a od ledna do září 1969 ministr plánování České socialistické republiky. Po gymnáziu a kurzu obchodní akademie pracoval jako dělník, po druhé světové válce pracoval jako podnikový úředník. V letech 1957 až 1961 byl náměstkem a v období let 1962 až 1963 prvním náměstkem ministra financí, poté byl do roku 1968 prvním náměstkem předsedy Státní plánovací komise a od dubna 1968 prvním náměstkem ministra národohospodářského plánování. Od ledna 1969 byl poslancem České národní rady. Mandátu se vzdal mezi červencem a listopadem 1969.